# 不殺生
不殺生 （ふせっしょう、英語：nonkilling）は、殺生がないこと、また殺される脅威や人間社会で殺生を助長するような状況がないことをいう。

## 日本における殺生禁止

### 歴代天皇による殺生禁止の令旨
- 676年 - 牛、馬、犬、猿、鶏の肉食の禁止（天武天皇）
- 721年 - 殺生禁断、鷹狩の鷹、鵜飼の鵜、鶏、猪を放生する（元正天皇）
- 736年 - 牛馬の屠殺禁止（聖武天皇）
- 752年 - 殺生禁断（孝謙天皇）
- 791年 - 伊勢国などの百姓が牛を屠殺し、漢神を祀ることを禁止（桓武天皇）
- 804年 - 同様に馬を屠殺を禁止（桓武天皇）
- 1127年 - 天下殺生の禁止、魚網の放棄、放鳥（崇徳天皇）
- 1130年 - 狩猟の禁止（崇徳天皇）
- 1118年 - 諸国殺生禁断（後鳥羽天皇）

## 殺生の例
- 殺人
- 屠殺
- 肉食
- 狩猟
- 漁
- 釣り
- 毛皮
- 昆虫採集
- 殺処分
- 動物実験
- 戦争
- 軍需産業
- 銃砲
- 人工妊娠中絶
- 死刑
- 自殺